# Szélesorrú majmok
A szélesorrú majmok (Platyrrhini) nagycsaládját újvilági majmoknak is nevezik.

## Előfordulásuk
Közép és Dél-Amerika trópusi területein élnek, Észak-Amerikában és a Karib-szigeteken - Trinidadot leszámítva - hiányoznak. Viszont egykor Kubában, Hispaniolában és Jamaicában előfordult három fajuk - Antillothrix bernensis, Paralouatta varonai, Xenothrix mcgregori -, amelyek nemrég haltak ki.

## Megkülönböztető tulajdonságaik
A legtöbb fajra jellemző az ötödik végtagként szolgáló farok, míg az óvilági majmoknak (Catarrhini) csak két fajánál érvényes ez a tulajdonság, a csuklyás cerkófra (Cercopithecus lhoesti) és a szakállas cerkófra (Cercopithecus preussi). Orruk széles, lapos és orrnyílásai oldalra állnak. Ha van hüvelykujj, nem fordítható szembe a többi ujjal.

## Rendszertani felosztásuk
- Csuklyásmajomfélék (Cebidae)
  - csuklyásmajmok (Cebinae)
  - mókusmajmok (Saimirinae)
  - karmosmajmok (Callitrichinae)
- Pókmajomfélék (Atelidae)
  - Atelinae
  - Alouatta
- Sátánmajomfélék (Pithecidae)
  - Sátánmajmok
  - Kabócamajmok
- Éjimajomfélék (Aotidae)